# 合勢川の戦い
合勢川の戦い（あわせがわのたたかい）は、永禄2年（1559年）に肥後国で起こった赤星道雲と隈部親永による合戦。資料によっては合瀬川の合戦ともいう。この戦いについては同時代の史料が全く残っていないため、以下の記述は近世の編纂物『隈部実記』に基づく。

## 概要
菊池氏の滅亡後、その勢力圏であった肥後北部は、旧菊池重臣であった城・赤星・隈部氏らが大友氏の承認の元に支配する形で一応安定していた。弘治2年（1556年）、大友義鎮による小原鑑元討伐戦において戦死した木野親政の遺領を巡り、赤星・隈部両氏が対立する。
永禄2年5月、赤星道雲は家臣の山鹿長坂城主星子中務廉正の兵400を大手に、一族の赤星蔵人の兵400を搦手に配し、さらに自ら700人を率いて木山に布陣した。兵力で劣る隈部親永は、木山から初田川を挟んで三町ほど離れた池田の灰塚に陣を構えていた。同月21日、隈部方から鉄砲50・弓100による攻撃が行われ戦闘が始まった。赤星本隊から離れて隈部軍の側面に布陣していた赤星蔵人は、一気に勝敗を決するべく斬り込もうとして高所に駆け上った所で隈部方の銃弾を受けて戦死した。この時、蔵人が「よけ」（苗代田の水口に置く、わらで作った枕の形をしたもの）を枕に討死したことから、その場所を後世「横枕」の地名で呼ぶようになったという。
この日の戦いでは隈部方が勝利したが、赤星道雲は自軍が数に勝ることをたのんでなお対陣を続けていた。5月末日、隈部方は雨の中夜襲を敢行し、赤星方は800騎を失い、300騎で隈府城に敗走したという。